# Basílio de Moraes
Basílio de Moraes (Basílio Emídio de Moraes Júnior; * 11. Mai 1982 in João Pessoa) ist ein ehemaliger brasilianischer Sprinter.
Bei den Olympischen Spielen 2004 in Athen und bei den Weltmeisterschaften 2005 in Helsinki schied er über 200 Meter im Vorlauf aus.
2006 gewann er bei den Iberoamerikanischen Meisterschaften Bronze über 200 Meter. 2007 siegte er bei den Panamerikanischen Spielen in Rio de Janeiro in der 4-mal-100-Meter-Staffel. Bei den Weltmeisterschaften in Osaka erreichte er über 200 Meter das Viertelfinale und kam mit der brasilianischen 4-mal-100-Meter-Stafette auf den vierten Platz.
Bei den Weltmeisterschaften 2009 in Berlin scheiterte er über 100 Meter im Vorlauf und wurde mit der brasilianischen 4-mal-100-Meter-Stafette Siebter.

## Persönliche Bestzeiten
- 100 m: 10,21 s, 24. Juli 2009, Bogotá
- 200 m: 20,55 s, 29. Mai 2005,	Cochabamba